# Déborah Lukumuena
Déborah Lukumuena (4 december 1994) is een Frans actrice.

## Biografie
Déborah Lukumuena groeide op in Épinay-sous-Sénart en behaalde na haar middelbare studies een bachelorgraad. Tijdens haar studies ontdekte ze de televisieserie The Tudors die haar inspireerde om actrice te worden. Lukumuena reageerde op een advertentie voor een casting voor Divines, een film van Houda Benyamina en hoopte op een kleine rol maar werd gekozen voor een van de hoofdrollen. 
Lukumuena ontving in 2017 de César voor beste actrice in een bijrol voor haar debuutrol van Maimouna in Divines en samen met haar medespeelster Oulaya Amamra zowel de Prix Lumière voor beste actrice als de prijs voor beste actrice op het filmfestival van Carthage.

## Filmografie
- 2016: Divines

## Prijzen en nominaties
De belangrijkste:
| Jaar | Prijs                     | Categorie                    | Film                               | Uitslag  |
| ---- | ------------------------- | ---------------------------- | ---------------------------------- | -------- |
| 2017 | César                     | Beste actrice in een bijrol  | Divines                            | Gewonnen |
| 2017 | Prix Lumière              | Beste jong vrouwelijk talent | Divines ex-aequo met Oulaya Amamra | Gewonnen |
| 2016 | Filmfestival van Carthage | Beste actrice                | Divines ex-aequo met Oulaya Amamra | Gewonnen |